# Télévision Algérienne
Télévision Algérienne (en árabe: التلفزيون الجزائري; en español: Televisión argelina) es la compañía de televisión pública de Argelia. Es el primer canal público en general de Argelia de la Empresa Pública de Televisión (EPTV).

## Historia
La Radiodiffusion-télévision française (R.T.F.) comenzó las emisiones de La televisión argelina el 24 de diciembre de 1956 en los departamentos franceses de Argelia inaugurando su primer transmisor de televisión de norma VHF de 819 líneas instaladas Matifou, frente a Argel, que está retirado de quince kilómetros de distancia.